# لیتل اسپرینگ (آریزونا)
لیتل اسپرینگ (به انگلیسی: Little Spring) یک منطقهٔ مسکونی در ایالات متحده آمریکا است که در آریزونا واقع شده‌است. لیتل اسپرینگ ۲٬۱۳۴ متر بالاتر از سطح دریا واقع شده‌است.